# Muzeum Akademii Sztuk Pięknych we Wrocławiu
Muzeum Akademii Sztuk Pięknych we Wrocławiu – uczelniane muzeum działające od 1954 r. przy wrocławskiej Państwowej Wyższej Szkole Sztuk Plastycznych, która w 1996 zmieniła nazwę na Akademia Sztuk Pięknych. 
Celem muzeum jest gromadzenie wyróżniających się dzieł sztuki autorstwa kadry i studentów wrocławskiej ASP oraz eksponatów pomocnych w dydaktyce uczelni. W związku z tym profilem muzeum ma działy odpowiadające głównym kierunkom kształcenia akademii, w tym działy: Kompozycji, Malarstwa, Rzeźby i Grafiki; Szkła; Ceramiki oraz Architektury wnętrz. Eksponaty z tych działów tworzą stałą wystawę funkcjonującą od roku 1960, organizowane są też regularnie wystawy czasowe i dydaktyczne zajęcia muzealne dla młodzieży. 
Kolekcja muzeum u schyłku XX w. liczyła ok. 5000 dzieł. 
Do 1970 r. siedziba muzeum znajdowała się przy Placu Polskim, w budynku PWSSP, od 1970 znajduje się w obecnej lokalizacji. Twórczynią muzeum była Halina Pawlikowska (przedstawicielka Wrocławskiej Szkoły Szkła), która też nim od początku kierowała. W 1997 r. kierowniczką placówki została Anna Kopaczyńska.
Muzeum, jednostka ogólnouczelniana w strukturze ASP, zostało przemianowane w 2015 roku na Ośrodek Dokumentacji Sztuki (ODS). Od 2017 roku ODS jest członkiem Stowarzyszenia Muzeów Uczelnianych.